# Neil Oberleitner
Neil Oberleitner (Viena, 5 de agosto de 1999) es un tenista profesional austríaco.

## Trayectoria
Oberleitner hizo su debut en el cuadro principal de la ATP en el Torneo de Kitzbühel 2021 después de recibir una Wild Card para el cuadro principal de dobles.

## Títulos ATP (0; 0+0)

### Dobles (0)
| Leyenda                         |
| Grand Slam (0)                  |
| ATP Wourld Tour Finals (0)      |
| ATP Masters 1000 World Tour (0) |
| ATP World Tour 500 series (0)   |
| ATP World Tour 250 series (0)   |

#### Finalista (1)
| N.º | Fecha               | Torneos   | Superficie    | Pareja          | Oponentes en la final  | Resultado           |
| --- | ------------------- | --------- | ------------- | --------------- | ---------------------- | ------------------- |
| 1.  | 26 de julio de 2025 | Kitzbühel | Tierra batida | Joel Schwärzler | Petr Nouza Patrik Rikl | 6-1, 6-7(3), [5-10] |

## Títulos ATP Challenger (2; 0+2)

### Dobles (2)
| Nr. | Fecha               | Torneo                  | Superficie    | Pareja         | Finalistas                       | Resultado Final |
| --- | ------------------- | ----------------------- | ------------- | -------------- | -------------------------------- | --------------- |
| 1.  | 7 de agosto de 2022 | Challenger de Liberec   | Tierra batida | Philipp Oswald | Roman Jebavý Adam Pavlásek       | 7-6(5), 6-2     |
| 2.  | 9 de julio de 2023  | Challenger de Karlsruhe | Tierra batida | Tim Sandkaulen | Vít Kopřiva Michail Pervolarakis | 6-1, 6-1        |